# جون أ. بيشر
جون أ. بيشر هو شخصية أعمال وسياسي أمريكي، ولد في 13 مارس 1833، وتوفي في 30 ديسمبر 1915. نشط حزبياً في الحزب الجمهوري. وقد انتخب عضو جمعية ولاية ويسكونسن ‏.